# Violet Trefusis
Violet Trefusis (nascida Keppel; Londres, Inglaterra, 6 de junho de 1894 – Bellosguardo, Itália, 1 de março de 1972) foi uma escritora e socialite inglesa. Ela é lembrada principalmente por seu relacionamento lésbico com a famosa poetisa e romancista Vita Sackville-West. Violet Trefusis foi tia-avó materna de rainha Camila do Reino Unido.

## Biografia

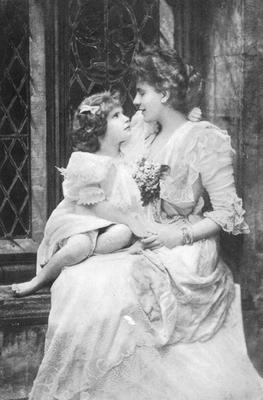
Violet criança com sua mãe, Alice, ca 1899.

Filha da famosa socialite Alice Edmonstone Keppel (amante do rei Eduardo VII do Reino Unido), e de seu marido o honorável George Keppel, embora provavelmente esse não fosse o seu pai biológico.
Ela tinha uma irmã, Sonia Rosemary Keppel, nascida em 1900. Sua irmã lhe daria a sua sobrinha Rosalind Maud Shand, que a faria ser tia-avó materna de sangue da rainha Camila, a segunda esposa do rei Carlos III do Reino Unido.

## Trabalhos da arte
Amante da arte, literatura, música e viagens, Violet imediatamente mostra um talento precoce. Escreve, pinta, fluente em quatro idiomas e não tem dificuldade para ser estimada por artistas e intelectuais europeus. 
Em 1918 ela conheceu a romancista Vita Sackville-West com quem manteve um relacionamento lésbico escandaloso na época documentado em correspondência e publicado por Nigel Nicolson em uma obra amplamente documentada.
Violet inspirou em Virginia Woolf para compor a personagem Sasha no livro Orlando: A Biography, obra lançada em 1928.
Durante a Segunda Guerra Mundial, trabalhou no serviço do Exército Francês, na cidade de Londres, pelo qual ela recebeu após a guerra, a Ordem da Legião de Honra francesa e foi lhe concedido o título de "Comendador" da Ordem do Mérito da República Italiana. De 1947 até 1972, ela viveu na cidade de Florença, na Itália.
Trefusis morreu em Bellosguardo (na Itália), em 1 de março de 1972, de fome, efeito de uma doença de malabsorção.

## Obra Literária

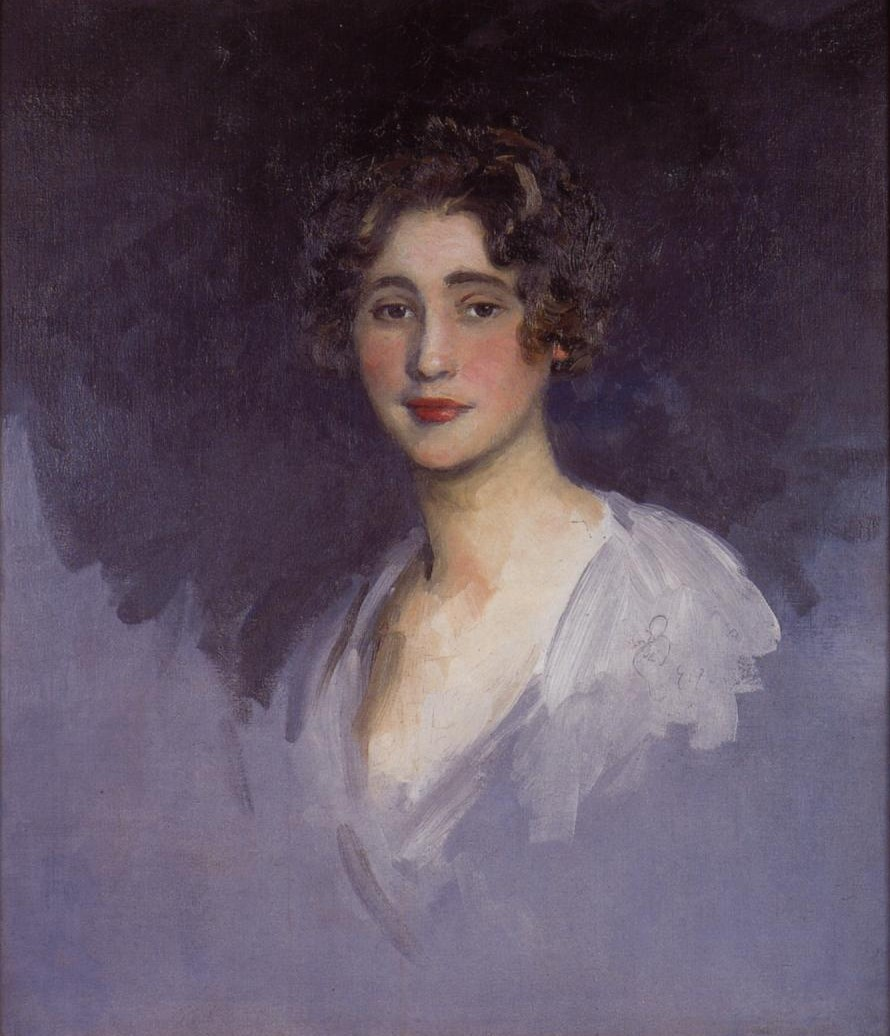
Violet em 1919 por William Bruce Ellis Ranken

A produção literária de Violet Trefusis é vasta: publicou diversos romances, contos e peças de teatro e muitos dos seus romances foram traduzidos em várias línguas. Sua obra literária acabou sendo ofuscada pelo romance com Vita.

### Emlíngua inglesa
- Tandem (1933)
- Hunt the Slipper (1937)
- Prelude to Misadventure (1941)
- Pirates at play (1950)
- Don't look Round  (1952)[6]
- Memoirs of an armchair (1960)
- A Tooth for a Tooth
- The Hook in the Heart
- The Sleeper
- The End Justifies the Means
- All Glorious Within
- Alas, A Lady!
- Father and Daughter. The Seducer
- From Dusk to Dawn (última obra, publicada em 1972)

### Emlíngua francesa
- Sortie de secours (1929)
- Écho (1931)
- Broderie Anglaise (1935)
- Les causes perdues (1941)
- Instants de mémoire (Gestes)
- La chèvre et le chou
- The Shortcut
- Les sœurs ennemies
- Irène et Pénélope